# Блере
Блере (фр. Bléré) насеље је и општина у централној Француској у региону Центар (регион), у департману Ендр и Лоара која припада префектури Тур.
По подацима из 2005. године у општини је живело 5 024 становника, а густина насељености је износила 163,1 становника/km². Општина се простире на површини од 30,8 km². Налази се на средњој надморској висини од 60 метара (максималној 112 m, а минималној 52 m).

## Демографија
| 1962. | 1968. | 1975. | 1982. | 1990. | 2011. |
| ----- | ----- | ----- | ----- | ----- | ----- |
| 3.450 | 3.832 | 4.113 | 4.057 | 4.388 | 5.234 |

График промене броја становника у току последњих година